# Maciço do Pico Alto
O Maciço do Pico Alto é um maciço vulcânico localizado na freguesia açoriana da Agualva, no concelho da Praia da Vitória, na ilha Terceira.

## Descrição
Eleva-se a 808 metros de altitude no seu ponto mais alto, o Pico Alto e corresponde a um sistema vulcânico cujas escoadas lávicas se orientaram principalmente na direcção Norte da ilha Terceira chegando ao mar na costa das Quatro Ribeiras, Agualva e parte das Lajes.
Como o seu desenvolvimento se deu a partir do interior da ilha, terá contribuído bastante para crescimento das costas Norte. Constitui também um grande reservatório de água devido principalmente à sua altitude. O nome de algumas das localidades que se encontram nesta zona da ilha deixam adivinhar esta realidade: Quatro Ribeiras. Agualva – (Água Alva).
Segundo a Revista de Estudos Açoreanos, Vol. X, Fasc. 1, página. 51, de Dezembro de 2003, “
O Maciço do Pico Alto é dominado pelo Pico Alto (808 m) e parece corresponder a um complexo vulcânico, com vários centros eruptivos, cuja caldeira foi posteriormente invadida por produtos vulcânicos mais recentes (Zbyszewski et a,i., 1971).
O Pico Alto e o Pico das Pardelhas terão sido responsáveis pela emissão de materiais de natureza traquítica que se dispersaram para o lado norte da ilha. Para NE e E houve igualmente a emissão de lavas que atingiram, respectivamente, Agualva e Portal das Rossas. Os principais focos eruptivos traquíticos do lado sul situam-se entre o Biscoito Rachado, a Terra Brava e as Furnas do Enxofre (Zbyszewski et al., 1971).